# Основная теорема римановой геометрии
Основная теорема римановой геометрии утверждает, что на любом римановом многообразии (или псевдоримановом многообразии) имеется единственная метрическая связность без кручения, называемая связностью Леви-Чивиты данной метрики. Здесь метрическая (или риманова) связность — это связность, сохраняющая метрический тензор.

## Формулировка
Основная теорема римановой геометрии. Пусть (M, g) — риманово многообразие (или псевдориманово многообразие). Тогда существует единственная аффинная связность ∇, удовлетворяющая следующим условиям:
- для любых векторных полей X, Y, Z выполняется

{\displaystyle \partial _{X}\langle Y,Z\rangle =\langle \nabla _{X}Y,Z\rangle +\langle Y,\nabla _{X}Z\rangle ,}
где {\displaystyle \partial _{X}\langle Y,Z\rangle } означает производную функции {\displaystyle \langle Y,Z\rangle } вдоль векторного поля X.
- для любых векторных полей X, Y

{\displaystyle \nabla _{X}Y-\nabla _{Y}X=[X,Y],}
где [ X, Y ] означает скобку Ли векторных полей X, Y.

Первое условие означает, что метрический тензор сохраняется при параллельном переносе, а второе условие выражает тот факт, что кручение связности равно нулю.
Обобщение фундаментальной теоремы утверждает, что и на псевдоримановом многообразии существует единственная связность, сохраняющая метрический тензор с любой заданной векторнозначной 2-формой в качестве его кручения.

## Доказательство
Следующее техническое доказательство представляет собой формулу символов Кристоффеля связности в локальной системе координат. Для конкретной метрики эта система уравнений может стать достаточно сложной. Существуют более быстрые и простые методы получения символов Кристоффеля для конкретной метрики — например, с использованием интеграла действия и связанных с ним уравнений Эйлера-Лагранжа.
Пусть m — размерность многообразия M. В некоторой локальной карте рассмотрим стандартные координатные векторные поля
{\displaystyle {\partial }_{i}={\frac {\partial }{\partial x^{i}}},\qquad i=1,\dots ,m}.
Локально элемент gij метрического тензора имеет вид
{\displaystyle g_{ij}=\left\langle {\partial }_{i},{\partial }_{j}\right\rangle }.
Чтобы задать связность, достаточно для всех i, j и k определить
{\displaystyle \left\langle \nabla _{\partial _{i}}\partial _{j},\partial _{k}\right\rangle }.
Напомним, что локально связность задается m 3 гладкими функциями
{\displaystyle \left\{\Gamma ^{l}{}_{ij}\right\}},
где
{\displaystyle \nabla _{\partial _{i}}\partial _{j}=\sum _{l}\Gamma _{ij}^{l}\partial _{l}}.
Условие отсутствия кручения означает, что
{\displaystyle \nabla _{\partial _{i}}\partial _{j}=\nabla _{\partial _{j}}\partial _{i}}.
С другой стороны, совместимость с римановой метрикой записывается как
{\displaystyle \partial _{k}g_{ij}=\left\langle \nabla _{\partial _{k}}\partial _{i},\partial _{j}\rangle +\langle \partial _{i},\nabla _{\partial _{k}}\partial _{j}\right\rangle }.
Для фиксированных i, j и k перестановки дают 3 уравнения с 6 неизвестными. Предположение об отсутствии кручения сокращает количество переменных до трёх. Полученная системы из трёх линейных уравнений имеет единственное решение
{\displaystyle \left\langle \nabla _{\partial _{i}}\partial _{j},\partial _{k}\right\rangle ={\tfrac {1}{2}}\left(\partial _{i}g_{jk}-\partial _{k}g_{ij}+\partial _{j}g_{ik}\right)}.
Это первое тождество Кристоффеля.
Далее, заметим, что
{\displaystyle \left\langle \nabla _{\partial _{i}}\partial _{j},\partial _{k}\right\rangle =\Gamma _{ij}^{l}g_{lk}},
где мы используем соглашение Эйнштейна, то есть парные верхний и нижний индекс означают, что происходит суммирование по всем значениям этого индекса. Обращением метрического тензора получаем второе тождество Кристоффеля:
{\displaystyle \Gamma _{ij}^{l}={\tfrac {1}{2}}\left(\partial _{i}g_{jk}-\partial _{k}g_{ij}+\partial _{j}g_{ik}\right)g^{kl}}.
Полученная связность и является связностью Леви-Чевиты.

## Формула Кошуля
Альтернативное доказательство основной теоремы римановой геометрии состоит в том, чтобы показать, что метрическая связность без кручения на римановом многообразии M обязательно задается формулой Кошуля:
{\displaystyle {\begin{array}{ll}2g(\nabla _{X}Y,Z)&=\,X(g(Y,Z))+Y(g(X,Z))-Z(g(X,Y))\\&\quad +\,g([X,Y],Z)-g([X,Z],Y)-g([Y,Z],X),\end{array}}},
где векторное поле {\displaystyle X} действует естественным образом на гладких функциях на римановом многообразии по формуле {\displaystyle Xf=\partial _{X}f}.
Предположим, что связность удовлетворяет условиям симметричности
{\displaystyle \nabla _{X}Y-\nabla _{Y}X=[X,Y]}
и совместимости с метрикой
{\displaystyle Xg(Y,Z)=g(\nabla _{X}Y,Z)+g(Y,\nabla _{X}Z)}.
Тогда сумму {\displaystyle Xg(Y,Z)+Yg(X,Z)-Zg(Y,X)} можно упростить, что и приводит к формуле Кошуля.
При этом выражение для {\displaystyle g(\nabla _{X}Y,Z)} однозначно определяет {\displaystyle \nabla _{X}Y}, и напротив, формулу Кошуля можно использовать для задания {\displaystyle \nabla _{X}Y}, каковым способом обычно и проверяют, что связность {\displaystyle \nabla _{X}} является симметричной и согласованной с метрикой g.